# Museo del Kauri
El Museo del Kauri es un museo localizado en el poblado de Matakohe, Northland, Nueva Zelanda. El museo, al del sur del bosque de Waipoua, contiene varias exhibiciones dedicados a la historia de la extracción del kauri y de la resina kauri.

## Colección
El museo ocupa 4000 m² , entre las exposiciones se incluye la colección más grande de goma de kauri del mundo, y la colección más grande de muebles hechos con kauri. Tiene un modelo de una casa de kauri de los años 1900s con muebles, y una colección extensa de fotografías y cosas destacadas. En la pared, hay un esquema del diámetro completo de los troncos de los kauri vivos o extintos más grandes conocidos, incluido uno de 8 1⁄2 metros, más grande que Tane Mahuta, el más grande en la actualidad. El museo incluye una maqueta funcional de un aserradero de vapor. En la sala también hay una exposición de fotos, la mesa de uno de los Gobernadores de Nueva Zelanda y una réplica de un taller de madera.
El museo ha recibido críticas por presentar la historia desde el punto de vista colonial, y de no presentar el impacto de la industria en la población maorí y en la naturaleza.
El Museo del Kauri hizo una campaña de conscientisación de la conservación del bosque a través de una exhibición de fotografías realizada por el conservador Stephen King, presentada en conjunto con Waipoua Forest Trust.

## Galería

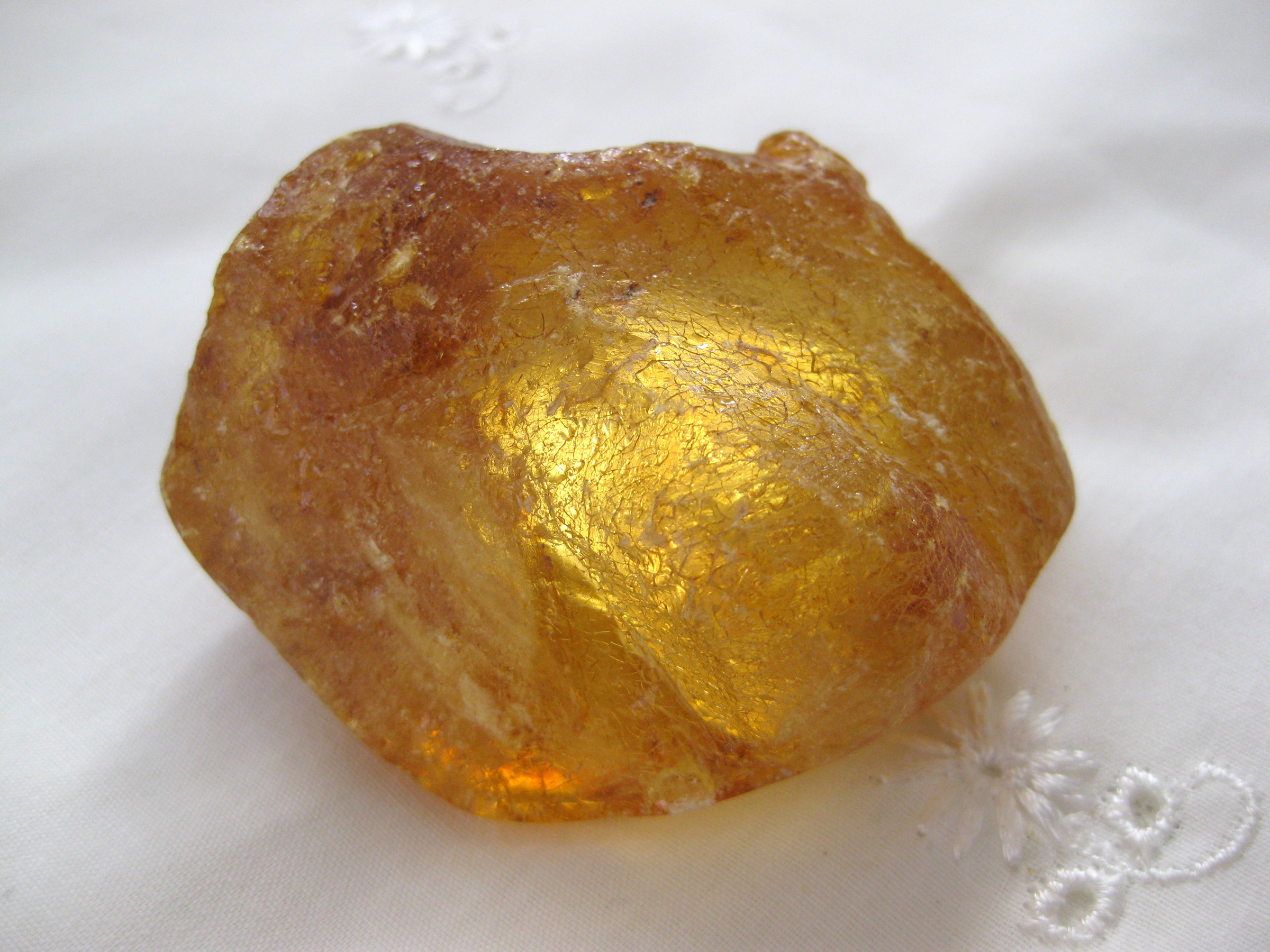
Resina kauri
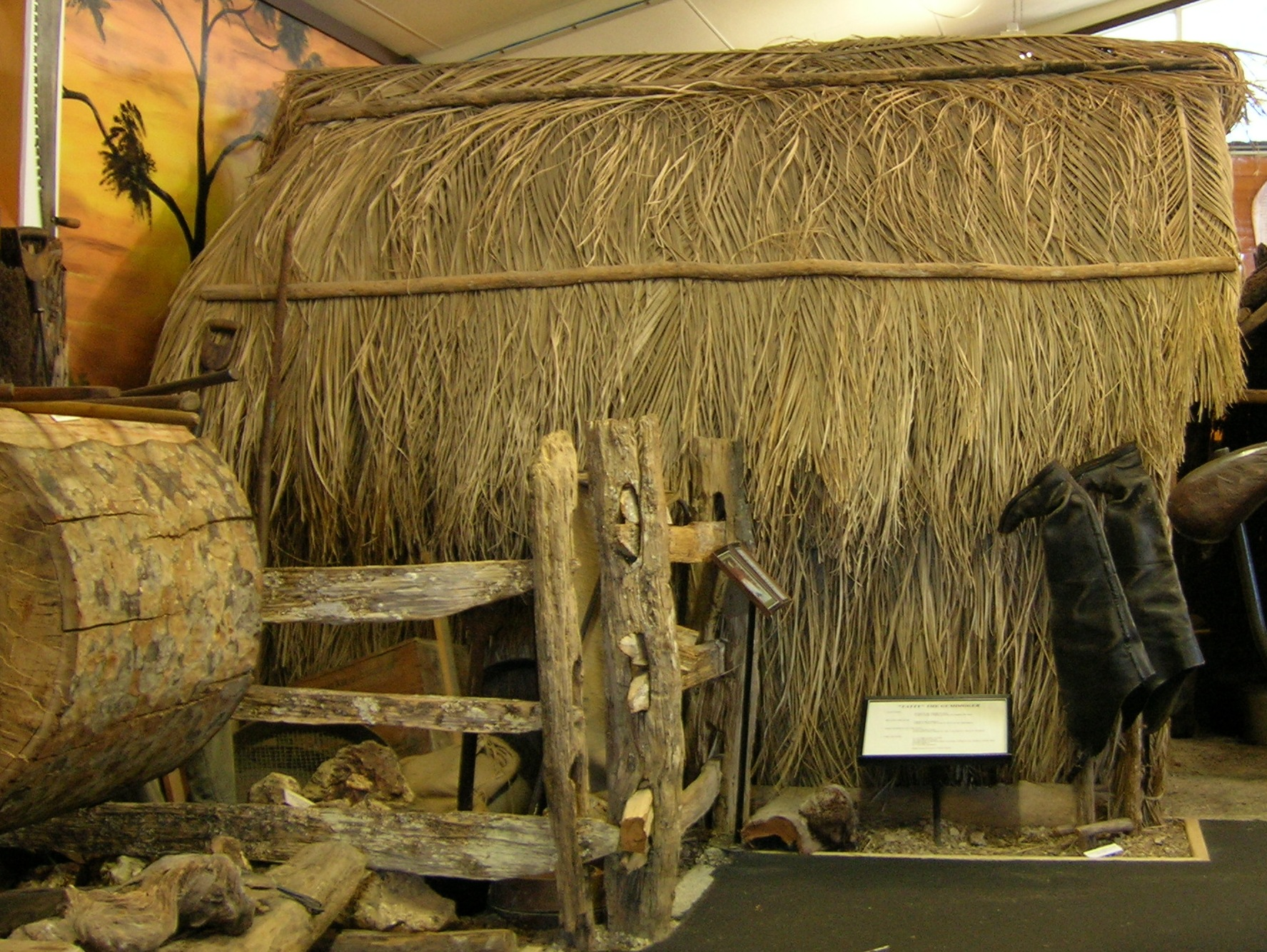
Cabaña de un "gum-digger" hecha de troncos y hojas trenzadas de Nikau.
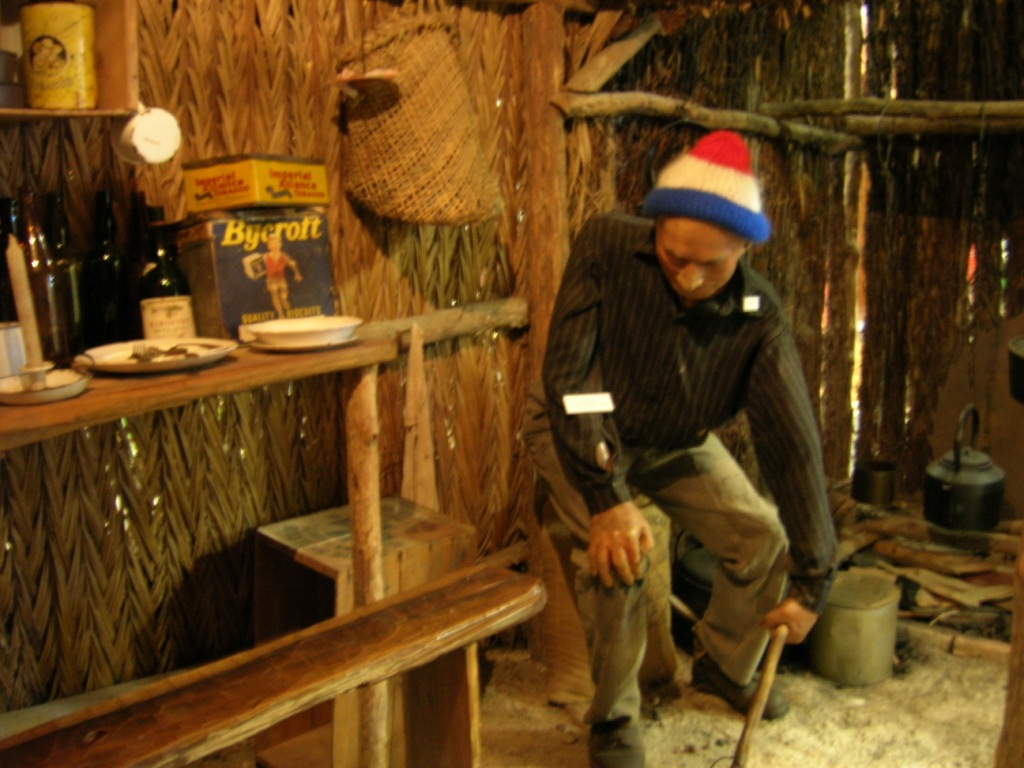
Interior de la cabaña o wharenui
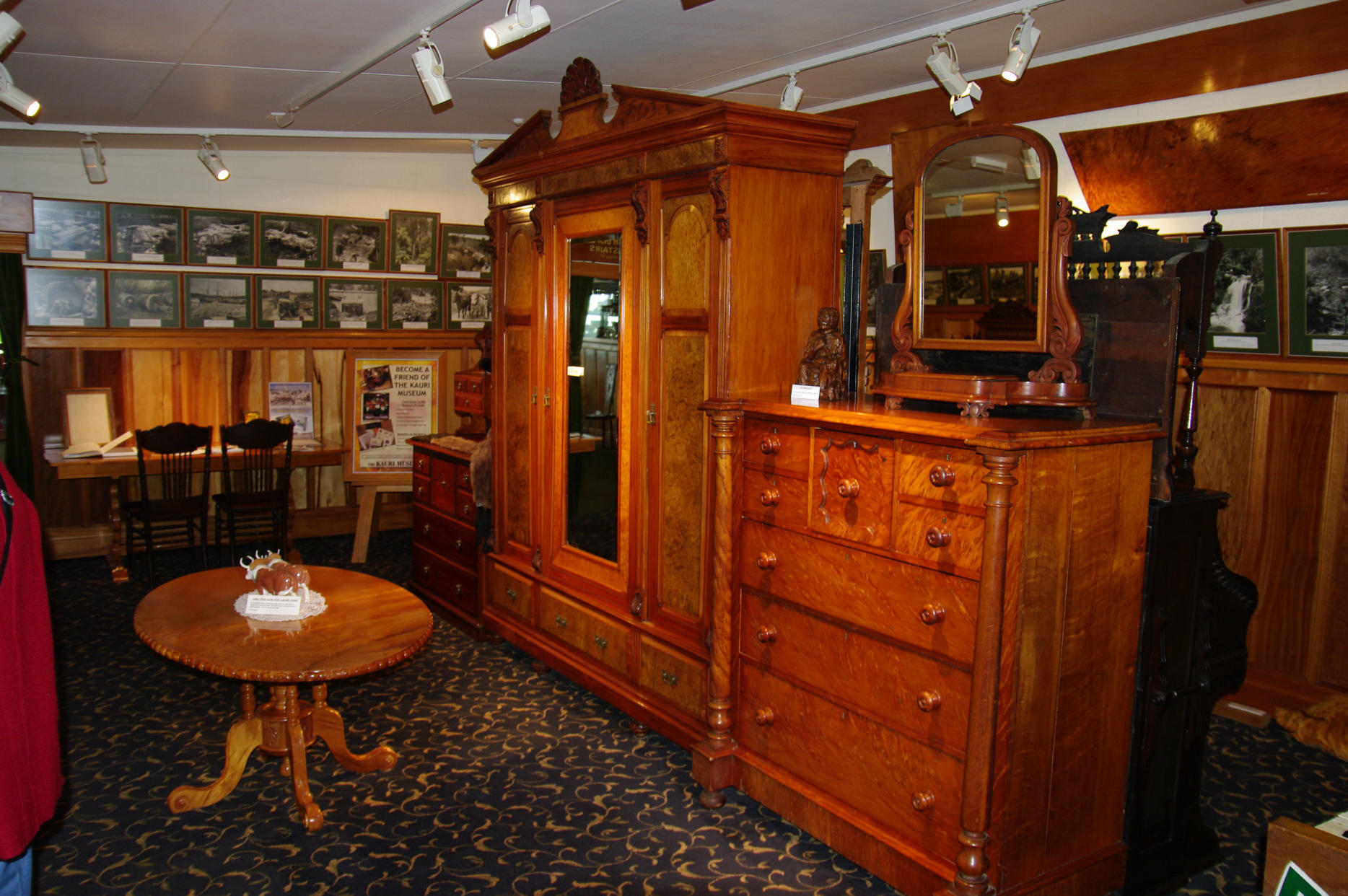
Muebles de kauri

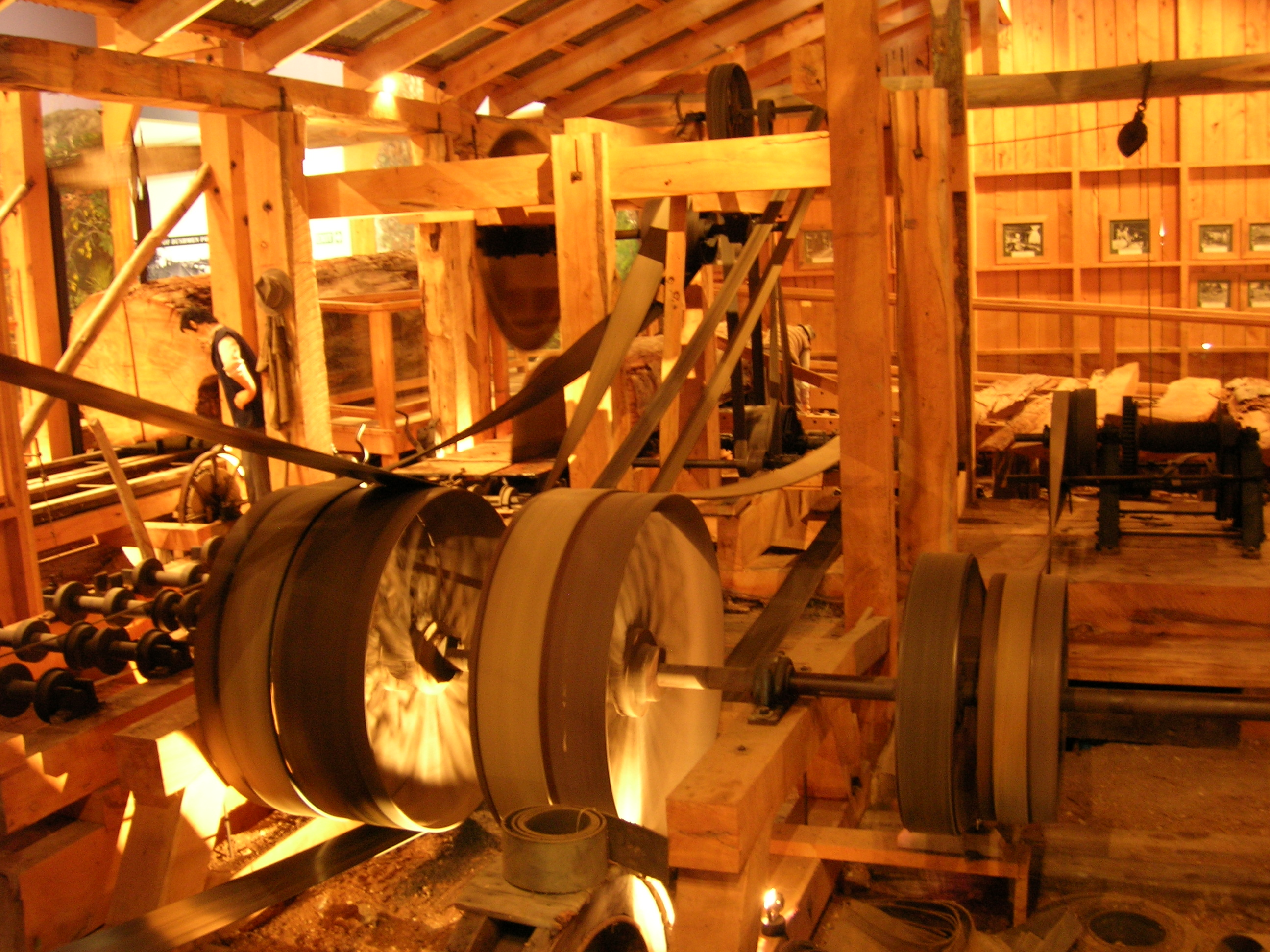
Un aserradero real
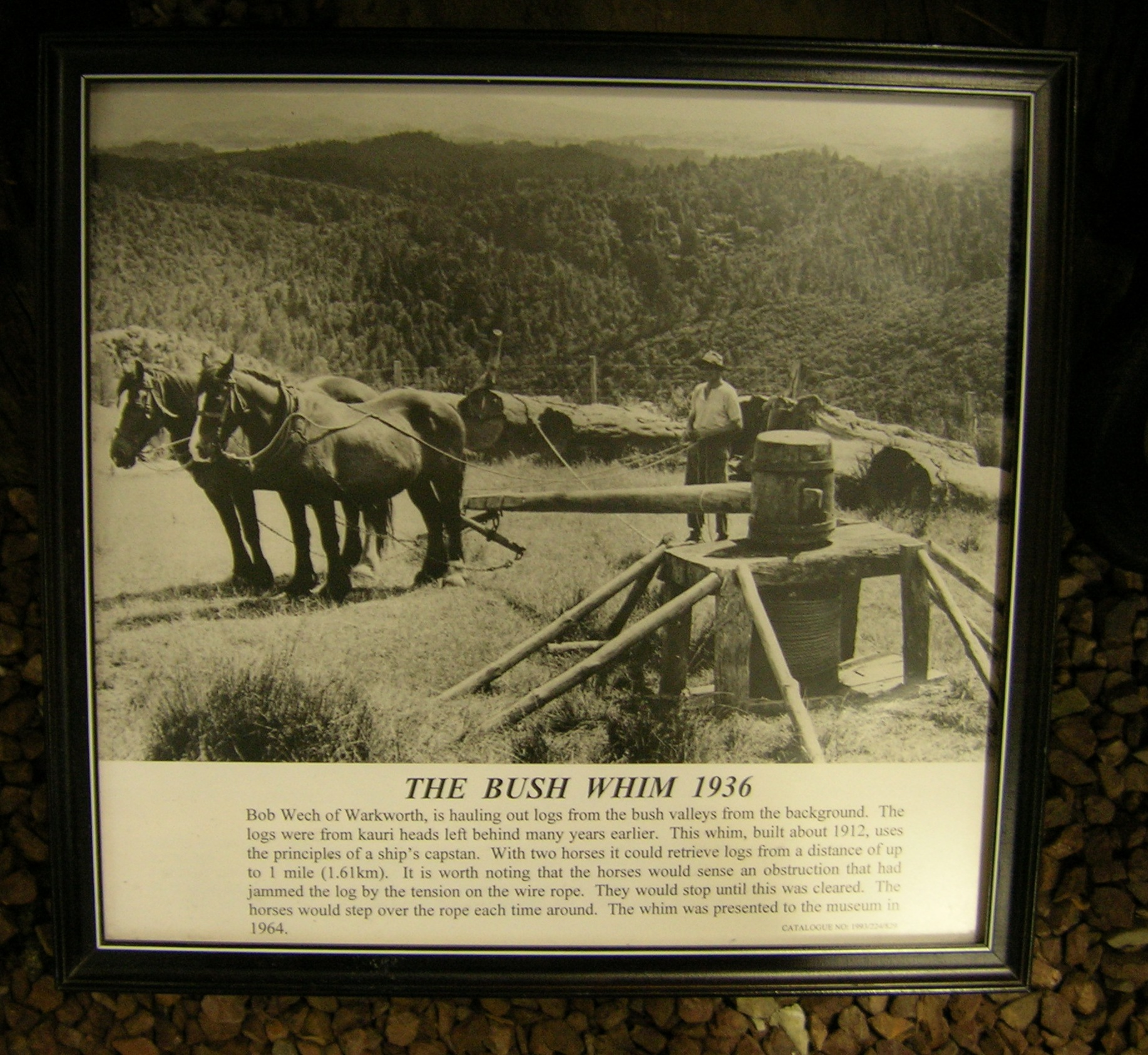
Cuadro de un cabrestante de arbusto, 1936
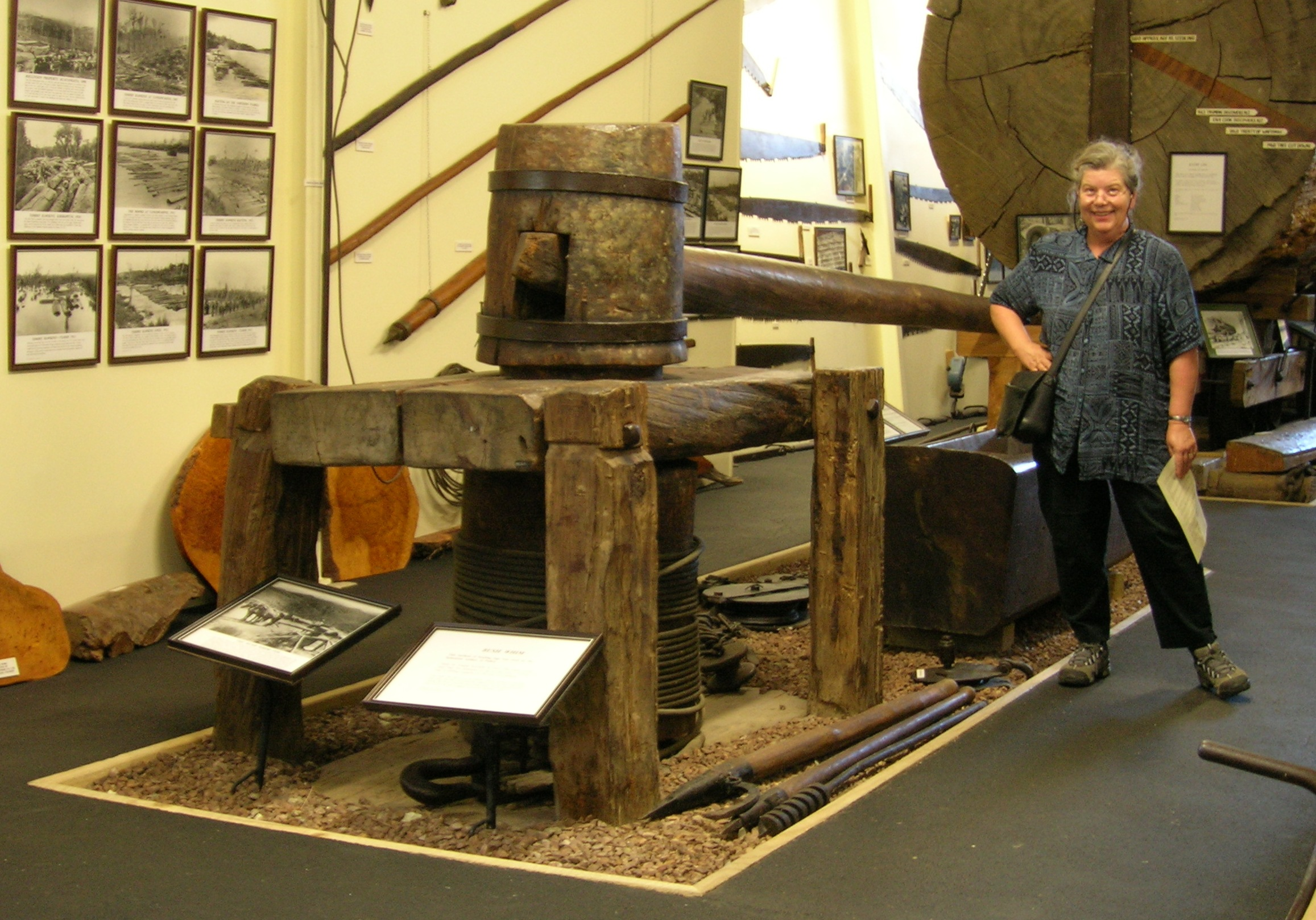
Un cabrestante de arbustos real
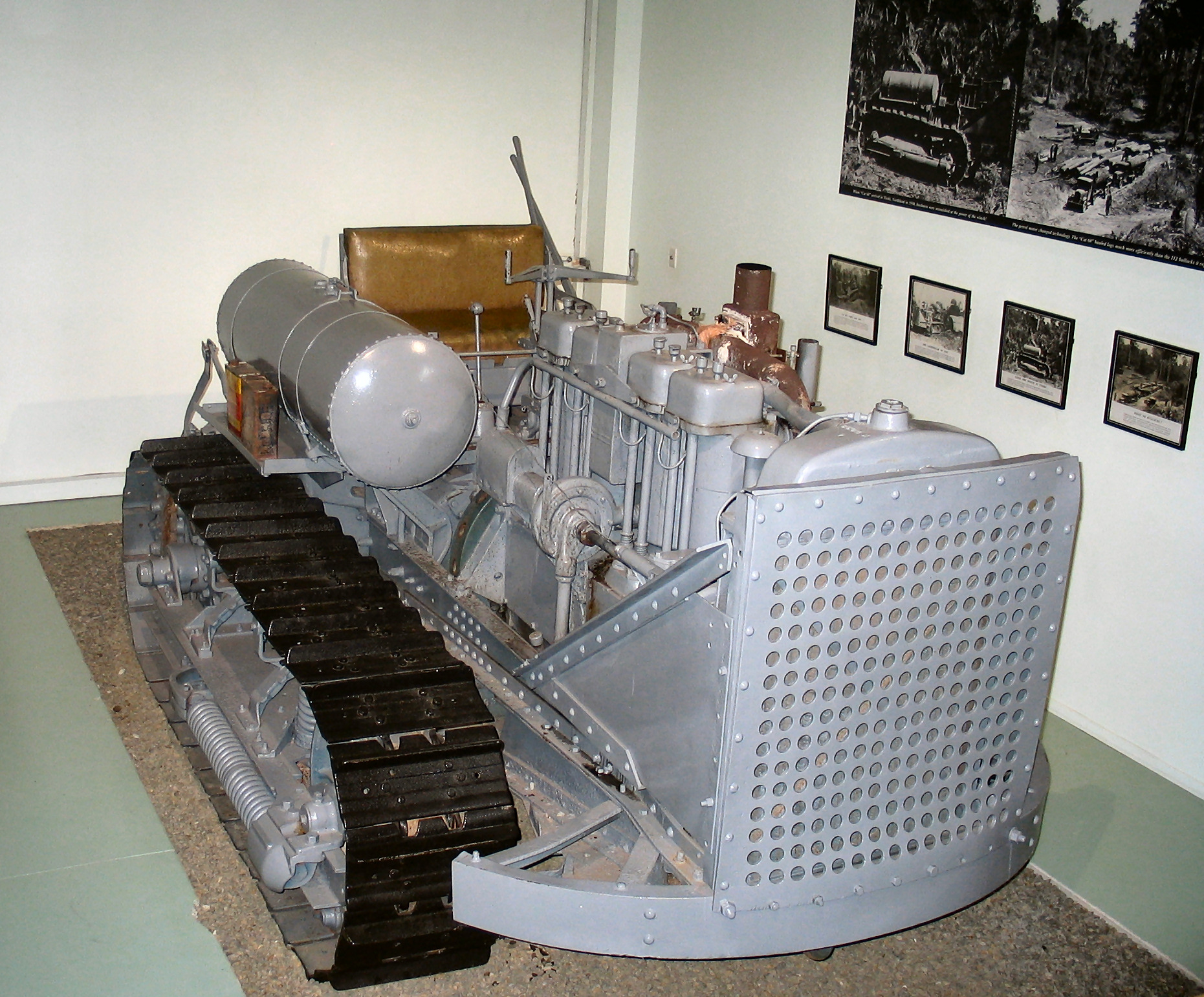
Caterpillar Sixty de 1929 en exhibición en el Museo del Kauri. Un tractor oruga de 60 caballos de fuerza, uno de cinco importados a Nueva Zelanda en 1930.